# Kamarádi táborových ohňů
Kamarádi táborových ohňů (KTO nebo K.T.O.) je česká trampská a country skupina, byla založena v roce 1963 jakožto muzikantské trio ve složení František Hacker (zpěv a kytara), Vladislav Morava (zpěv a kytara) a František Turek (zpěv a banjo).

## Historie
V letech 1965 až 1968 hrával jako host s KTO Jiří Fallada na kontrabas, napsal také texty k písním „River Boat“ a „Nelly Bly“, ve stejné době občas za Františka Turka zaskakoval Ivan Mládek. Od roku 1967 ve skupině hostovali Petr Třebický a František Friedrich. V roce 1970 odešel František Turek a do skupiny přišli Petr Třebický (pětistrunné banjo), Václav Vebr (basová kytara), František Friedrich (pedálová steel kytara) a Zdeněk Skarlandt (dvanáctistrunná kytara), skupina spolupracovala hlavně s textařem Ronaldem Krausem, který také produkoval jejich LP. Od roku 1972 skupina úzce spolupracovala se zpěvákem Waldemarem Matuškou a jeho ženou, zpěvačkou Olgou Blechovou, v roce 1974 přišel hráč na bicí Miroslav Žižka. V roce 1975 skupina poprvé jela na turné do Spojených států amerických, kdy vystupovala v Nashvillu v Grand Ole Opry v show Billa Monroa. V roce 1981 emigroval Vladislav Morava. V roce 1986 při turné v USA emigroval Waldemar Matuška se svojí ženou Olgou. Skupina po návratu dostala zákaz vystupování, podmínka pro povolení nových vystoupení byl nový program pod vedením renomovaného režiséra, skupině s novým programem pomohl režisér Zdeněk Podskalský, přišla zpěvačka Dana Fišerová-Hackerová a hráč na harmoniku Miloslav Totter. V roce 1992 odešla Dana Fišerová-Hackerová. Od roku 1993 skupina znovu spolupracovala s Waldemarem Matuškou při jeho koncertech. V roce 2006 odešel Miloslav Totter a vrátila se Dana Fišerová-Hackerová. Od roku 2010 hraje jako stálý host na harmoniku Jean Valajanis. V roce 2013 skupina oslavila 50 let, zemřel František Friedrich. V prosinci 2016 náhle zemřel Václav Vebr. V roce 2017 se stal novým členem Tomáš Faruzel (basová kytara). V roce 2019 zemřel Zdeněk Skarlandt, do skupiny přišel Jan Zvonař. V roce 2022 přicházejí Jan Kopal - steel kytara, Jakub Jiroušek - kytara, zpěv a manažer skupiny, od roku 2023 hostuje Zdeněk Puchmeltr jako alternace, za dlouhodobě nemocného Miroslavu Žižku. 

## Současné nástrojové obsazení
- kytara
- bicí
- bass kytara
- mandolína
- banjo
- steel kytara
- foukací harmonika
- pět vokálů

## Personální složení kapely
- František Hacker – zpěv, kytara, mandolína, (umělecký vedoucí)
- Petr Třebický – zpěv a pětistrunné banjo
- Miroslav Žižka – bicí
- Tomáš Faruzel – bass kytara
- Dana Fišerová-Hackerová – zpěv
- Jan Zvonař – zpěv a mandolína
- Jean Valajanis – pravidelný host KTO – zpěv a foukací harmonika
- Luděk Lerst – pravidelný host KTO – housle
- Jan Kopal - steel kytara
- Jakub Jiroušek - kytara, zpěv a manažer
- Zdeněk Puchmeltr - pravidelný host KTO – bicí souprava

## Dřívější členové
- František Friedrich – pedálová steelkytara, zpěv, kytara a elektrická kytara (1967–1969 jako host, 1970–2013)
- Vladislav Morava – zpěv a kytara (1963–1981)
- Waldemar Matuška – vokály (1972–1986)
- Olga Matušková – vokály (1972–1986)
- František Turek – tenorové banjo (1963–1969)
- Miloslav Totter – foukací harmonika (1986–2006)
- Václav Vebr – zpěv a baskytara (1970–2016)
- Zdeněk Skarlandt – zpěv, dvanáctistrunná kytara, autoharfa (1970–2019)

## Dřívější hosté
- Ivan Mládek – tenorové banjo (1965–1968)
- Jiří Fallada – kontrabas (1965–1968)

## Přehled gramofonových desek
- EP „KTO“ 1969 – písničky: Ester, Posázavskej Dan, Nelly Bly, Šejdy Lejdy
- SP „KTO“ 1969 – písničky River Boat, Hombre
- LP Ztracenka si zpívá – písničky: Bessie, Marta
- LP Jezero dřímá – písničky: Já přijdu za Tebou, Chajda na vodě, Ve strážním koši, Hej šup námořníci
- SP „KTO“ 1970 – písničky: Zrádný banjo, Plácek v oudolí
- LP Vzpoura na lodi Primátor Dittrich aneb dobrodružství šesti trampů – písničky: Mariňák, Prokletej bar, Hej šup námořníci, Nad vodou svítá, Rikatádo
- LP KTO Panton 1971 – písničky:
  - Zápraží
  - U tři louží
  - Zrádný banjo
  - Tupodol
  - Stáda spí
  - Černá Joyce
  - Frajer Joe
  - Zkuste to s námi
  - Nelly Bly
  - Linda
  - Loudavý vlak
  - Sedlo z bodláků
  - Pony Expres
  - Casey Jones
  - Už není Ohio
- SP „KTO“ 1972 – písničky: Písnička pro celý rok, Most přes řeku snů
- SP „KTO Bíbři“ Panton 1972 – písničky: Frajer Jose, Zkuste to s námi
- LP KTO 2 Panton 1972 – písničky:
  - Náš svět tam za tratí
  - Kalivoda džůs
  - Tuhle náturu mám
  - Pozdrav horám
  - Já zas jak dřív
  - Tečka
  - Když slunce šlo spát
  - Kluk jak jedle
  - Kolotoč
  - Než byl svět
  - Suzianne
  - Nad vodou svítá
  - Oasa
  - Tohle místo mám tak rád
  - Jen když můžem hrát a hrát
- SP „KTO“ 1973 – písničky: Signál, Tohle místo mám tak rád
- SP „KTO“ 1973 – písničky: Jdi mi s těma slepicema, Speciál pro 17 strun
- SP „KTO“ 1973 – písničky: Tečka, Než byl svět
- SP „KTO“ 1975 – písničky: Kouzelník Mouka, Zpívej s námi
- LP Dobrý recept KTO 1979 – písničky:
  - Dobrý recept
  - Kousek dál
  - Toulavý mrak
  - Nejhezčí kraj
  - Megnetická luneta
  - Můj přítel kůň
  - Pátý den v týdnu
  - Čím déle Tě znám
  - Ohýnek hoří
  - Bojovské údolí
  - U potoka
  - Brontosaurus
  - Ať se děje co se děje
  - Mu-mu-mu-muzika
- LP S kytarou po velké řece 1985 – písničky:
  - Na osadě hráli
  - Já mám svojí chajdu
  - Líbám Tě dnes naposledy
  - Šejdy Lejdy
  - Hombre
  - Ester
  - Mariňák
  - Prokletej bar
  - Plácek v oudolí
- SP „KTO“ 1985 – písničky: Hej problém mám, Čekáš
- SP „KTO“ 1986 – písničky: Za Orlí skálou, Šerif je náš dobrej táta
- SP „KTO“ 1987 – písničky: Mávám řekám, Nám je to jasný
- LP Potlach v údolí Sázavy 1990 – písničky: Jeď dál
- LP Country kolotoč 2 1990 – písničky: Jdem dál

## Digitální nosiče a magnetofonové kazety
- CD Vandr do padesátejch 1991 – písničky: Krinolína, Stará stezka, Tramp kapitán
- MC Potlach na soutoku 1992 – písničky: Všichni svorně
- CD Vandr do Colorada 1993
- CD Setkání pod Medníkem 1994 – písničky: Nezapomeň hochu
- CD Ze Ztracenky na Tornádo 1994
- CD Potlach na Ztracence 1995 – písničky: Když sluníčko svítí
- CD Best of KTO 1996
- CD Zpěvník nejlepších trampských písní 2001
- CD Best of KTO 2002
- CD 40. narozeniny 2003
- CD ...je nám pade 2013